# 涅涅茨自治区
涅涅茨自治区（俄語：Нене́цкий автоно́мный о́круг，羅馬化：Nenetsky avtonomny okrug），是俄羅斯聯邦主體之一，屬阿尔汉格尔斯克州。面積176,700平方公里，人口42,090人（2010年）。首府纳里扬马尔。俄語與涅涅茨語在當地同樣具法律地位。
2020年5月13日，涅涅茨自治區行政長官與阿爾漢格爾斯克州州長宣佈了兩地的合併計劃，並將合併公投的時間確定於9月13日。然而，此計劃遭到公眾的强烈抗議，公投時間被推遲到2021年。2020年俄羅斯修憲公投後，這一計劃於7月2日被取消。

## 行政区划
涅涅茨自治区共分为一自治区辖市纳里扬马尔，以及一行政区扎波利亚尔内区。

## 人口

### 民族構成
|          | 2010年統計     |
| -------- | -------------- |
| 俄羅斯族 | 2 6648 (66.1%) |
| 涅涅茨族 | 7504 (18.6%)   |
| 科米族   | 3623 (9.0%)    |
| 其他     | 2524 (6.3%)    |

## 參看
- 泰梅爾（多爾干-涅涅茨）自治區
- 亚马尔-涅涅茨自治区